# Péwé Peak
Der Péwé Peak ist ein 860 m hoher Berggipfel aus Granit, der von einem Lagergang aus Dolerit überschichtet ist. Er ragt unmittelbar südlich des Joyce-Gletschers in den Denton Hills des ostantarktischen Viktorialands auf und ist abgesehen von seiner Südseite umgeben von glazialem Eis.
Das Advisory Committee on Antarctic Names benannte ihn 1961 nach dem US-amerikanischen Glaziologen Troy L. Péwé (1918–1999) von der Arizona State University, der bei der Operation Deep Freeze (1957–1958) diesen Gipfel und die umliegende Region des Viktorialands erkundet hatte.